# Коффи Куаку, Амеде
Амеде Коффи Куаку (фр. Amedé Koffi Kouakou; род. 26 марта 1966, Диво, Кот-д’Ивуар) — ивуарийский государственный деятель и инженер, министр дорожного хозяйства и оборудования (с 2018).

## Биография
Родился 26 марта 1966 года в городе Диво, Кот-д’Ивуар. В 1992 году окончил Национальную школу общественных дисциплин в Ямусукро по специальности «общественное строительство». В 1993 году он получил диплом с отличием о наличии высшего образования по специальности «общественное строительство», а в 1996 году защитил докторскую диссертацию.
В 2013 году Коффи Куаку был избран мэром своего родного города Диво, а в январе 2017 года возглавил министерство экономической инфраструктуры в первом правительстве Амаду Гона Кулибали. В июле 2018 году он был переведён на руководящую должность в министерство дорожного хозяйства и оборудования. В марте 2021 года он был избран депутатом Национального собрания от партии Объединение уфуэтистов за демократию и мир, а затем был переизбран на этот пост в сентябре 2023 года.